# 希格斯丛
数学中，希格斯丛是由全纯向量丛E和希格斯场{\displaystyle \varphi }（在E的自同态丛中取值的全纯1-形式，满足{\displaystyle \varphi \wedge \varphi =0}）组成的二元组{\displaystyle (E,\varphi )}。Nigel Hitchin （1987）以彼得·希格斯命名了场{\displaystyle \varphi }，因为它与希格斯玻色子相似。卡洛斯·辛普森后来引入了“希格斯丛”这一术语，以及条件{\displaystyle \varphi \wedge \varphi =0}（在希钦最初在黎曼曲面上的设置中此条件是空的）。
希格斯丛可视作全纯向量丛上平坦全纯仿射联络的“简化”，其中导数缩放至0。非阿贝尔霍奇对应指出，在合适的稳定性条件下，光滑射影复代数簇上的平坦全纯联络范畴、此簇的基本群表示范畴、此簇上的希格斯丛范畴实际上等价。于是，可由较简单的希格斯丛推导出关于平坦联络的规范理论结果。

## 历史
希格斯丛由希钦 (1987)首次引入，针对的是全纯向量丛E在紧黎曼曲面上的情形。希钦的论文主要讨论秩为2的向量丛（即纤维是2维向量空间）。秩2向量丛是希钦方程中主SU(2)丛的解空间。
黎曼曲面上的理论后由卡洛斯·辛普森推广到底流形为紧凯勒流形的情形。维度设为1时，会退化成希钦的理论。

## 稳定性
希格斯丛理论中，稳定希格斯丛的概念尤为重要。为此要先定义{\displaystyle \varphi }-不变子丛。
在希钦最初的讨论中，若{\displaystyle \varphi (L)\subset L\otimes K}（K是黎曼曲面M上的规范丛），则标记为L的秩1子丛是{\displaystyle \varphi }-不变的。则，当对E的每个{\displaystyle \varphi }-不变子丛L，都有
{\displaystyle {\text{deg}}L<{\frac {1}{2}}{\text{deg}}(\wedge ^{2}E),}
其中{\displaystyle {\text{deg}}}是黎曼曲面上复向量丛度数的通常表示，希格斯丛{\displaystyle (E,\varphi )}就是稳定的。